# Tom Kristensen (poeta)
Tom Kristensen (Londres, 4 de Agosto de 1893 – Thurø, 2 de Junho de 1974) foi um poeta e romancista dinamarquês.